# Club Social, Cultural y Deportivo Blooming
El Club Social, Cultural y Deportivo Blooming, més conegut simplement com a Blooming, és un club de futbol, del departament de Santa Cruz. És una institució esportiva amb seu a la ciutat de Santa Cruz de la Sierra, Bolívia. Va ser fundat l'1 de maig de 1946 i actualment participa a la Primera Divisió de Bolívia. És un dels clubs més importants del país.

## Història
El Blooming va ser fundat l'1 de maig de 1946. Des de la creació de la lliga professional ha disputat 28 temporades a primera per només una a segona. El seu màxim golejador històric ha estat Victor Hugo Antelo, que en 18 anys d'activitat marcà 443 gols.
A nivell nacional, el club es va consagrar campió de la Primera Divisió en 5 ocasions. També va obtenir 1 títol de la Copa Simón Bolívar. Mentre que a l'Associació Cruceña de Futbol va obtenir 6 títols (5 a l'era amateur i 1 a l'era professional). A nivell internacional és un dels tres equips bolivians que va aconseguir les semifinals de la Copa Libertadores d'Amèrica, i el segon a fer-ho el 1985, en total va disputar el torneig en 7 ocasions, també compta amb 8 participacions a la Copa Sud-americana i 1 a la Copa Merconorte.
Exerceix la seva localia a l'Estadi Ramón Aguilera Costas, que posseeix un aforament de 38.500 espectadors, sent el segon major estadi del país. El seu nom és una referència a la "Floreciente (Blooming en anglès) juventud cruceña". Els colors que identifiquen el club són el celeste i el blanc. El seu principal sobrenom és L'Acadèmia; així mateix a causa del barri on el club va néixer, els seus membres i seguidors reben l'apel·latiu de «Pascaners del casc vell».
El seu clàssic rival és Oriente Petrolero, amb el qual disputa l'anomenat «Súper clásico cruceño», considerat com un dels clàssics més importants del país, aquest clàssic està ubicat al lloc 49è en el rànquing dels millors 50 clàssics del món , elaborat per la revista anglesa FourFourTwo.

## Afició del Club Blooming

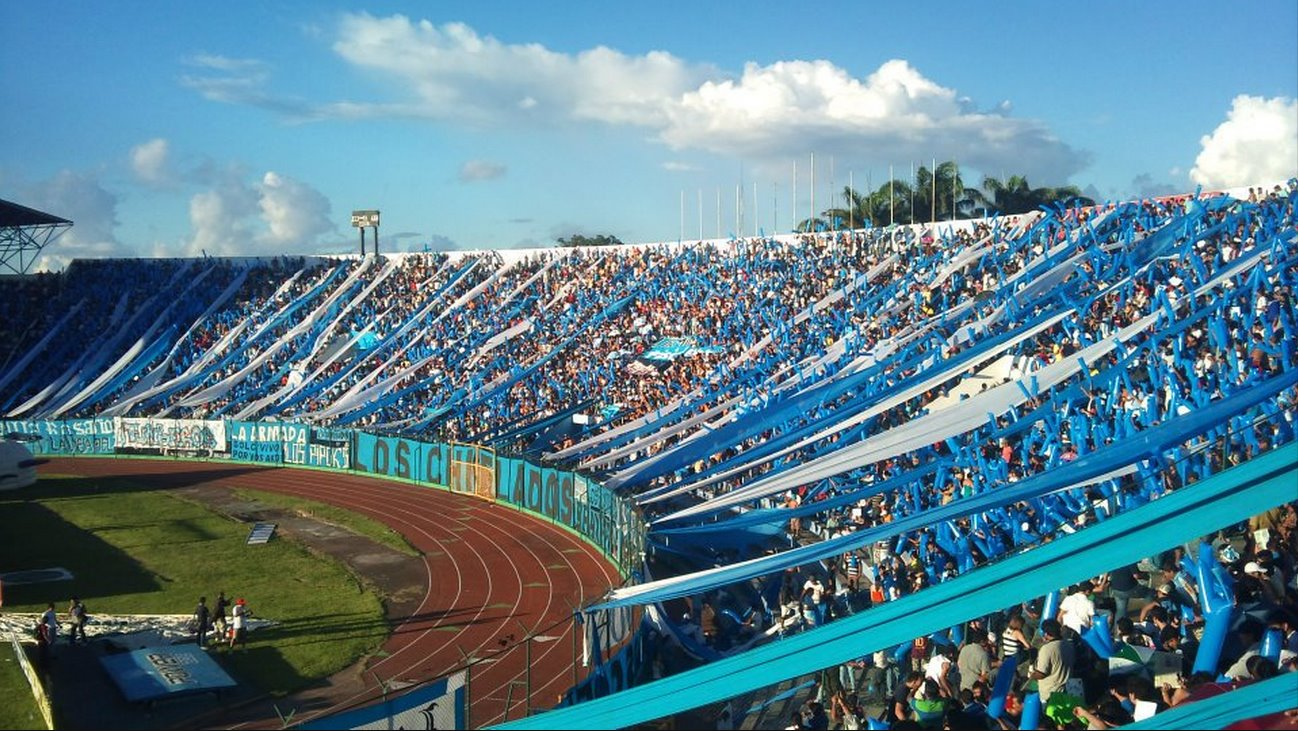
Barra de Blooming a l'Estadi Ramón Aguilera Costas

L'afició de Blooming se situa tradicionalment al revolt est de l'estadi Ramón Aguilera Costas, és una de les més dinàmiques i més ben organitzada del país.
Los Chiflados és la Barra brava del club, després d'haver sortit campions l'any 1998, va néixer la idea de formar una barra de Blooming. És per això que el 9 d'abril de 1999 neixen “Los Chiflados”. Aquesta idea va començar amb 3 joves, que des de bon començament van demostrar el seu amor cap al club. Han emprat molt de temps de la seva vida fent draps, organitzant les millors rebudes del país i tractant sempre de sobresortir entre les altres torçades.
Amb el pas del temps, l'afició va anar creixent, però amb el creixement i l'arribada de noves persones a l'afició, van arribar els problemes. Baralles amb altres torçades, les innombrables internes que van existir a la mateixa barra de Blooming, per voler fer de banda els Chiflados, són notes negres que alhora va enfortir per ser avui dia una torçada nombrosa i seguidora.
A partir del Campionat Obertura 2011 la banda se situa al revolt Est de l'estadi Tahuichi després d'ubicar-se poca estona a l'Oest.

## Entrenadors destacats
- Raúl Pino
- Ramiro Blacutt
- Nito Veiga
- Mario Alberto Kempes
- Carlos Aragonés
- Gustavo Quinteros

## Jugadors destacats
- Modesto Soruco
- Jaime Moreno
- Juan Carlos Sánchez
- Milton Melgar
- Horacio Baldessari
- Silvio Rojas
- Juan Manuel Peña
- Víctor Hugo Antelo
- Limberg Gutiérrez
- Joselito Vaca

## Palmarès
- Campionat bolivià de futbol:[4]
  - 1984, 1998, 1999, 2005-A, 2009-C

- Campionat de Santa Cruz:
  - 1954, 1955, 1958, 1960, 1963, 1968

- Copa Simón Bolívar (segona divisió):[5]
  - 1996

- Copa AeroSur: 
  - 2006, 2008

- Copa Cine Center: 
  - 2015